# اتحاد محاکم اسلامی
اتحاد محاکم اسلامی (سومالیایی: Midowga Maxkamadaha Islaamiga) یک سازمان حقوقی و سیاسی بود که توسط دادگاه‌های شریعت مستقر در موگادیشو در اوایل دهه ۲۰۰۰، برای مبارزه با بی‌قانونی ناشی از جنگ داخلی سومالی تأسیس شد. در اواسط تا اواخر سال ۲۰۰۶، دادگاه‌های اسلامی، نفوذ خود را گسترش دادند و به دولت دفاکتوی بیشتر مناطق جنوبی سومالی تبدیل شدند.

## نقش کشورهای خارجی در سومالی
کشورهای زیادی به صورت مستقیم یا غیر مستقیم در نارامیها و دخالت در امور داخلی سومالی نقش دارند. به طوری که بعضی کشورها مانند اتیوپی که با سومالی دارای مرز مشترک است از دولت مرکزی سومالی که ضعیف و وابسته به بیگانگان است حمایت می‌کنند و از آن طرف کشورهای مسلمان زیادی از جمله اریتره، عربستان سعودی، مصر، لیبی و ایران از اسلام‌گرایان سومالی حمایت می‌کنند.

## جنگ اتحاد محاکم اسلامی با اتیوپی
اتحاد محاکم اسلامی در اوایل دی‌ماه ۱۳۸۵ به خاطر حمایت نظامی وسیع کشور همسایه اتیوپی از دولت انتقالی سومالی به این کشور اعلان جنگ داد و در مقابل اتیوپی رسماً به خاک سومالی حمله‌ور شد و حمله همه‌جانبه نظامی ای را آغاز کرد.